# Смедеревска-Паланка (община)
Смедеревска Паланка (серб. Смедеревска Паланка) — община в Сербии, входит в Подунайский округ.
Население общины составляет 53 778 человек (2007 год), плотность населения составляет 128 чел./км². Занимаемая площадь — 421 км², из них 87,7 % используется в промышленных целях.
Административный центр общины — город Смедеревска-Паланка. Община Смедеревска Паланка состоит из 18 населённых пунктов, средняя площадь населённого пункта — 23,4 км².
В районе Смедеревской Паланки был найден самый древний (возможно) лунный карманный календарь возрастом более 8000 лет. Находка сделана из бивня древнего кабана, а отмеченные на ней гравюры могут обозначать лунный цикл в 28 дней, а также все 4 фазы Луны.

## Статистика населения общины
| Год  | Население, чел. |
| ---- | --------------- |
| 1991 | 58 842          |
| 2001 | 56 217          |
| 2002 | 55 897          |
| 2003 | 55 572          |
| 2004 | 55 282          |
| 2005 | 54 894          |
| 2006 | 54 367          |
| 2007 | 53 778          |